# Fregenal de la Sierra
Fregenal de la Sierra est une commune d’Espagne, dans la province de Badajoz, communauté autonome d'Estrémadure.

## Les Templiers et les Hospitaliers
Le château de Fregenal et le fief correspondant ont appartenu aux Templiers entre 1283 et 1312. Ils faisaient partie de la baillie templière dite de Jerez de los Caballeros-Ventoso. Comme la plupart des biens du Temple dans les royaumes de Castille et León, ils n'ont pas été dévolus immédiatement aux Hospitaliers après le procès de l'ordre du Temple mais ces derniers ont quand même réussi à y fonder une commanderie à partir de 1336.